# Арзамасцев Веньямін Володимирович
Веньямін Володимирович Арзамасцев (рос. Вениамин Владимирович Арзамасцев / біл. Веніамін Уладзіміравіч Арзамасцаў; нар. 1 серпня 1937, село Казакевичево, Хабаровський район, Далекосхідний край, РРФСР) — радянський футболіст, білоруський тренер. Майстер спорту СРСР (1963). Заслужений тренер БРСР (1982).

## Кар'єра гравця
Народився у сім'ї військовослужбовця. У зв'язку з професією батька сім'я часто змінювала місце проживання, не затримуючись на одному місці довго. Хобі у Веніаміна був спорт, чому сприяли устрій життя та спортивна інфраструктура військових містечок. У дитинстві, окрім футболу, захоплювався баскетболом, волейболом, лижами, гімнастикою та іншими видами спорту. На армійських змаганнях його помітили та запросили вступити на відділення футболу Смоленського державного інституту фізкультури, де він грав за інститутську команду ДІФК (Смоленськ).
Потім перейшов у команду «Іскра» (Смоленськ), яка на той час мала різні назви — «Динамо», «Текстильник», «Спартак». Команда грала у Класі «Б».
До мінського «Динамо» Арзамасцева запросив головний тренер Олександр Севідов, який оцінив його, давши спочатку зіграти декілька поєдинків за дублюючий склад динамівців. У «Динамо» Арзамасцев перебрався не відразу, боявся, що не зможе себе проявити в новій команді вищого рівня, але все ж таки перейшов після повторної пропозиції представників «Динамо». У сезоні 1963 року, який став першим для Арзамасцева в команді, «Динамо» став бронзовим призером чемпіонату СРСР, а сам футболіст взяв участь у всіх 38 іграх чемпіонату. Загалом у Вищій лізі зіграв 216 матчів, забив 10 м'ячів.
1969 року залишив «Динамо», після чого виступав за команди «Селенга» (Улан-Уде) та «Гомсільмаш» (Гомель).

## Кар'єра тренера
З 1974 року на тренерській роботі. У 1974-1977 роках тренер СДЮШОР «Динамо» (Мінськ). Потім вступив до Вищої школи тренерів у Москві, під час навчання стажувався за кордоном в італійських клубах «Мілан» та «Інтер».
Після захисту диплома в 1979 році, Арзамасцева запросив, як асистента, колишній одноклубник з «Динамо», а тепер головний тренер Едуард Малофєєв. У сезоні 1982 року «Динамо» стало чемпіоном країни, і вже протягом наступного сезону 1983 Едуард Малофєєв залишив команду й очолив Олімпійську збірну. Новим головним тренером «Динамо» з вересня 1983 року став Веньямін Арзамасцев, за підсумками сезону команда здобула бронзові медалі.
Під керівництвом Арзамасцева клуб уперше у своїй історії виступив у єврокубках. У Кубку європейських чемпіонів 1983/84 «Динамо» дійшло до 1/4 фіналу, здолавши «Грассгоппер» (Цюрих) та «Раба Ето» (Дьєр), але поступилиись «Динамо» (Бухарест). У Кубку УЄФА 1984/85 динамівці також дійшли до 1/4 фіналу, при цьому поетапно здолали ГІК (Гельсінкі), «Відзев» (Лодзь), «Спортінг» (Лісабон), але поступилися «Железнічару» (Сараєво). Загалом в активі Веньяміна 14 матчів у єврокубках – 7 перемог, 3 нічиї, 4 поразки.
Залишив посаду головного тренера «Динамо» 1986 року. У 1988-1991 роках тренував алжирський клуб «Бордж-Менаель».
У 1992 році повернувся до Білорусі, де став асистентом Михайла Вергєєнка одночасно до «Динамо» та збірної Білорусі. У національній збірній країни вони також спільно працювали у 1997-1999 роках. Після повернення до Мінська, Веніамін Володимирович з перервами пропрацював у структурі «Динамо» понад 10 років, обіймав тренерські посади в основній команді та фарм-клубі «Динамо-93». Декілька разів був в. о. головного тренера, а з серпня по листопад 1998 року був головним тренером.
З грудня 2003 по грудень 2005 - тренер футбольної школи "Зміна-Мінськ". Після реорганізації у 2006 році до школи футбольного клубу ФК «Мінськ» продовжував у ній працювати тренером.

## Політичні погляди
Підписав відкритий лист спортивних діячів країни, які виступають за діючу владу Білорусі після жорстокого придушення народних протестів у 2020 році.

## Досягнення
|  |  | Футболіст - Перша підгрупа Класу «А» - Бронзовий призер (1): 1963 - Кубок СРСР - Фіналіст (1): 1965 Тренер - Вища ліга СРСР - Чемпіон (1): 1982 — тренер - Бронзовий призер (1): 1983 — головний тренер - Кубок Білорусі - Володар (1): 1993/94 — в.о. головного тренера | Почесні звання - Майстер спорту СРСР (1963) - Заслужений тренер БРСР (1982), з 1996 року еквівалентно Заслужений тренер Білорусі - Почесні грамоти Верховної Ради БРСР (1965, 1982) - Нагороджений почесним знаком Білоруської федерації футболу (2002) |